# Ditaxis neomexicana
Ditaxis neomexicana är en törelväxtart som först beskrevs av Johannes Müller Argoviensis, och fick sitt nu gällande namn av Amos Arthur Heller. Ditaxis neomexicana ingår i släktet Ditaxis och familjen törelväxter. Inga underarter finns listade i Catalogue of Life.